# Tran van Trung
Tran van Trung (* 1947 in Khanh-Binh-Tay, Vietnam) ist ein vietnamesischer Mathematiker.

## Leben
Van Trung erhielt sein Lizenziat in Mathematik 1970 an der Universität Saigon und studierte ab 1971 an der Ruprecht-Karls-Universität Heidelberg, an der er 1976 bei Zvonimir Janko promoviert wurde (Über eine Klasse endlicher einfacher Gruppen der Charakteristik 2) und sich 1988 habilitierte. 1988/89 war er an der University of Nebraska in Lincoln und 1989/90 wieder an der Universität Heidelberg. Er ist seit 1990 Professor für Mathematik an der Universität Duisburg-Essen.
Er befasst sich mit Gruppentheorie, Kombinatorik (zum Beispiel Blockpläne, endliche projektive Ebenen und deren Automorphismengruppen) und Kryptographie.
Er war Mitgründer und Herausgeber des Journal of Mathematical Cryptology und ist Mitherausgeber des Journal of Combinatorial Designs.
Er ist Mitglied des Institute of Combinatorics and its applications (ICA).

## Schriften
- The existence of symmetric block designs with parameters (41,16,6) and (66, 26,10), J. Comb. Theory, Band 33, 1982, 201–204
- On the existence of an infinite family of simple 5-designs, Mathematische Zeitschrift, Band 187, 1984, S. 285–287
- On the construction of t-designs and the existence of some new infinite families of simple 5-designs, Arch. Math., Band 47, 1986, S. 187–192
- Some existence theorems for t-designs, Discrete Mathematics, Band 128, 1994, 337–348
- Non-embeddable quasi-residual designs, Contemporary Mathematics, Band 111, 1990, 237–278